# 유익렬
유익렬(劉益烈, 1886년 12월 ~ ?)은 일제강점기의 지방행정 관료이다.

## 생애
출신지는 충청남도 공주군이다. 한일 병합 조약 체결 이듬해인 1911년에 경성부의 선린상업학교를 졸업했다.
학교를 졸업하고 경기도 개성군 서기로 채용되면서 조선총독부 관리가 되었다. 같은 해 충청남도 남포군으로 전임하였고, 1913년에는 고향인 공주군으로 이동했다.
공주군에서 오래 근무하다가 1927년에는 보령군 서무주임으로 승진했다. 보령군 서무주임 재직 중인 1931년 12월에 충청남도 청양군 군수로 임명되어 총독부 군수가 되었다. 1934년에는 보령군수로 이동했다.
보령군수로 근무하던 1935년에 총독부가 편찬한 《조선공로자명감》에 조선인 공로자 353명 중 한 명으로 수록되어 있다. 총독부가 시정 25주년을 기념하여 표창한 표창자 명단에도 들어 있다. 1936년을 기준으로 종7위 훈6등에 서위되어 있었다.
2008년 발표된 민족문제연구소의 친일인명사전 수록예정자 명단 중 관료 부문에 포함되었다.

## 참고자료
- 유익렬(劉益烈) - 국사편찬위원회